# Взорванный рассвет
«Взорванный рассвет» — советский черно-белый короткометражный фильм. Основан на научной гипотезе гибели одной из планет.
Фильм отличался от традиционных советских документальных фильмов. В нём было использовано множество операторских трюков.

## Сюжет
На примере гибели одной из планет показана возможность гибели Земли в результате атомной катастрофы. По словам критиков, основная идея фильма — призыв к борьбе за мир.

## Съёмочная группа
- Режиссёр: Феликс Соболев
- Сценарист: Евгений Загданский
- Оператор: Леонид Прядкин
- Монтажёр: Н. Соболева

## Награды
- 1966 — Зональный кинофестиваль в Ленинграде: Приз и диплом за первое место
- 1967 — Зональный кинофестиваль «Прометей-67» в Тбилиси: Диплом первой степени Союза кинематографистов СССР